# Fatu Ulan
Fatu Ulan is een bestuurslaag in het regentschap Timor Tengah Selatan van de provincie Oost-Nusa Tenggara, Indonesië. Fatu Ulan telt 1786 inwoners (volkstelling 2010).